# エドガー・パングボーン
エドガー・パングボーン（Edgar Pangborn, 1909年 - 1976年）は、アメリカの小説家。特にSF作家として著名で、『オブザーバーの鏡』では国際幻想文学賞を受賞した。

## 経歴
アメリカのニューヨークで生まれる。母親のジョージア・ウッド・パングボーンも作家であった。1924年にハーバード大学に入学するが、1926年に中退し、ニューイングランド音楽学院に入る。1930年にブルース・ハリスン名でミステリ小説"A-100"で作家デビュー。1939年からメイン州で農業を行う。1942年に徴兵され、1945年まで陸軍医療部隊に所属する。
1951年に、自身が本格的なデビュー作とする短編「天使の卵("Angel's Egg")」をSF専門誌「ギャラクシー」に発表し、これ以降「ギャラクシー」「ファンタジー&サイエンスフィクション」誌などに作品を掲載する。
1976年に、ニューヨークの自宅で心臓麻痺により死去。
2003年にコードウェイナー・スミス再発見賞を贈られた。

## 作品
本格的な作家生活25年の中で刊行された作品は、SF、ミステリ、普通小説などを含めて、長編7冊、中短編が30篇程度で、寡作な作家と言える。
代表作の1つは1954年に発表した『オブザーバーの鏡』で、3万年前に地球に移住し、地球人の発展を見守って来た火星人の1人と、人類の少年との交流を通して、人類文明に寄せる思いを描いた作品。1955年の国際幻想文学賞を受賞した。
もう1つは、1962年に発表され1964年に単行本化された『デイヴィー 荒野の旅』で、核戦争後の荒廃した世界で1人の少年が奇想天外な遍歴を通して成長していく物語。SF版『トム・ジョーンズ』『ハックルベリー・フィンの冒険』とも称された。その後、これと同じ世界を舞台にした「デイヴィー・クロニクル」と呼ばれる2作の長編"The Judgement of Eve"、"The Company of Glory"と、短編集"Still I Persist in Wondering"を書いている。
1975年にSF情報誌「ローカス」が行った「オールタイムベストSF投票」では、『デイヴィー 荒野の旅』が34位、『オブザーバーの鏡』が36位に選ばれている。

### 作品リスト
長編
- A-100 1930年 (Bruce Harrison名, ミステリ)
- West of the Sun 1953年
- A Mirror for Obsevers 1954年 『オブザーバーの鏡』（別題『観察者の鏡』）
- Wilderness of Spring 1958年 (歴史小説)
- The Trial of Callista Bleke 1961年 (普通小説)
- Davy 1964年 『デイヴィー 荒野の旅』
- The Judgement of Eve 1966年
- The Company of Glory 1975年
- Light Another Candle 未完 (姉であるMary C. Pangbornとの共作、歴史小説)
- The Atlantean Night's Entertainments 未完 (ファンタジー小説)

短編集
- Good Neighbors and Other Strangers 1972年
- Still I Persist in Wondering 1978年